# Watford Football Club
El Watford Football Club es un club de fútbol profesional con sede en Watford, Inglaterra. Fue fundado en 1881 y juega en la English Football League Championship desde la temporada 2022-23.

## Historia
El Watford fue fundado como Watford Rovers por Henry Grover en 1881. En un principio estuvo formado por jugadores amateurs, jugando en la ciudad de Watford. Su primera competición fue la FA Cup de la temporada 1886–87, y en 1889 el Herts Senior Cup, su primer título oficial. En 1893 cambió su nombre a West Hertfordshire. Para 1898 adoptaría el que sería su nombre definitivo, Watford Football Club (Watford FC).
El Watford fue un equipo ascensor durante la década de los 20 y los 30. Tras el parón de la Segunda Guerra Mundial, el Watford estaba en la Tercera División. Tras la reestructuración de las ligas, el club quedó asentado en la Cuarta División. Por entonces surgió el que fue el primer ídolo del equipo, Cliff Holton, el cual fue vendido en dos temporadas. Con jugadores como Pat Jennings y entrenados por Bill McGarry, el Watford consiguió su mejor posición, tercero en la Tercera División y con Jennings debutando en la selección de fútbol de Irlanda del Norte, el primer internacional que jugaba en la Tercera División.
A mediados de los 70, el famoso cantante Elton John fue elegido presidente del equipo y prometió inyectar liquidez en el club. Finalmente, en la 1981–82, el equipo consigue el ascenso a la First Division tras finalizar segundos, detrás del Luton Town. Desde 1977 hasta 1982, el equipo fue encadenando ascensos desde la Fourth Division hasta lograr el ansiado ascenso a la máxima categoría del fútbol británico.
Ya en su primera temporada (la 1982–83), el Watford fue el equipo revelación, finalizando segundos después del Liverpool FC y con el jugador Luther Blissett como máximo goleador, aunque firmaría por el AC Milan tras esa temporada. En 1984, el equipo hizo su aparición en la final de la FA Cup, donde perdieron ante el Everton. Tras finalizar quintos en la temporada 1986–87, el entrenador Graham Taylor dejó el equipo tras 10 años rumbo al Aston Villa. Su reemplazo fue Dave Bassett, pero además, John Barnes, otro de los pilares del equipo, marchó al Liverpool. El Watford comenzó su andadura muy mal, y descendió como último clasificado. En la 1988–89 fracasó en regresar a la First Division tras perder en los playoffs.
La década de los 90 fue de mediocridad para los Hornets, que no consiguieron ascender. Pero con el regreso de Graham Taylor en 1997, el Watford finalmente ascendió de nuevo en la temporada 1998–99 tras vencer al Bolton Wanderers en playoff. El equipo no duró mucho en la máxima categoría, descendiendo en la siguiente temporada como último clasificado. El reemplazo de un jubilado Taylor, Gianluca Vialli, tampoco duró mucho como entrenador. El equipo pronto se vio acosado por problemas financieros.
En la temporada 2006-07, el Watford retornó a la Premier League tras vencer al Leeds United en playoffs. Ashley Young fue vendido al Aston Villa por 9,65 millones de libras, el traspaso más caro de la historia de los Hornets. El Watford finalizó último y descendió de nuevo tras solo una temporada en la Premier. Los sucesivos entrenadores fueron incapaces de devolver a los rojiamarillos a la élite. No fue sino hasta la temporada 2014–15, de la mano del técnico Slaviša Jokanović, a falta de una fecha cuando vencieron en su partido, y aunado a la combinación del empate de Norwich y la derrota del Middlesbrough, que aseguraron su pase directo a la Premier League.

## Uniforme
La equipación del Watford ha cambiado considerablemente a lo largo de la historia del club. La equipación del club presentaba varias combinaciones de rayas rojas, verdes y amarillas, antes de que se adoptara una nueva combinación de colores en blanco y negro para la temporada 1909-10. Estos colores se mantuvieron hasta la década de 1920, cuando el club introdujo una camiseta totalmente azul. Tras un cambio de colores a camisetas doradas y pantalones negros para 1959-60, el apodo del equipo se cambió a The Hornets, tras una votación popular a través del club de aficionados. Estos colores se mantuvieron hasta 1976, cuando las equipaciones del Watford empezaron a ser rojas, y el dorado se cambió por el amarillo. Este esquema de colores ha continuado hasta el siglo XXI.
El apodo inicial del Watford era The Brewers, en referencia a la cervecería Benskins, propietaria del terreno de Vicarage Road. Este apodo no fue muy popular, y tras la adopción de un esquema de colores azul y blanco en la década de 1920, el club pasó a ser conocido predominantemente como The Blues. Cuando el Watford cambió los colores de la equipación en 1959, los aficionados eligieron The Hornets como nuevo apodo del equipo, y el club introdujo más tarde un escudo que representaba un avispón. En 1974 se cambió el diseño para representar a Harry the Hornet, la mascota del club. El apodo del club se mantiene, pero en 1978 el escudo del avispón se sustituyó por una representación de un ciervo -un gamo rojo macho- sobre un fondo amarillo y negro. El ciervo representa la ubicación de la ciudad en el condado de Hertfordshire. Hasta que el Barnet y, posteriormente, el Stevenage se unieron a la Football League, el Watford era el único club de la liga de Hertfordshire. Desde entonces se han adoptado otros apodos, como Yellow Army y The 'Orns.
Hasta abril de 2019, cuando el Watford jugaba en Vicarage Road sus jugadores entraban tradicionalmente al campo al comienzo del partido con la melodía de Z-Cars. Sin embargo, a mediados de abril de 2019 el equipo cambió su canción de entrada por "I'm Still Standing" de Elton John. El club volvió a utilizar Z Cars como tema para dar la bienvenida a los jugadores al campo en agosto de 2019 al comienzo de la temporada 2019-20 de la Premier League, tras la presión de los aficionados y las peticiones
- Uniforme titular: Camiseta Amarilla con negro, pantalón y medias negras con franjas rojas.
- Uniforme alternativo: Camiseta verde con unos tonos más oscuros, pantalón y medias verde oscuro.

| Primer | ver evolución |  | Actual |

| Periodo   | Proveedor      | Patrocinador     |
| --------- | -------------- | ---------------- |
| 1974–1982 | Umbro          | N/A              |
| 1982–1985 | Umbro          | Iveco            |
| 1985–1988 | Umbro          | Solvite          |
| 1988–1989 | Umbro          | Eagle Express    |
| 1989–1991 | Umbro          | Herald & Post    |
| 1991–1993 | Bukta          | RCI              |
| 1993–1995 | Hummel         | Blaupunkt        |
| 1995–1996 | Mizuno         | Blaupunkt        |
| 1996–1998 | Mizuno         | CTX              |
| 1998–1999 | Le Coq Sportif | CTX              |
| 1999–2001 | Le Coq Sportif | Phones 4u        |
| 2001–2003 | Kit@           | Toshiba          |
| 2003–2005 | Kit@           | Total            |
| 2005–2007 | Diadora        | Loans.co.uk      |
| 2007–2009 | Diadora        | Beko             |
| 2009–2010 | Joma           | Evolution HDTV   |
| 2010–2012 | Burrda         | Burrda           |
| 2012–2013 | Puma           | Football Manager |
| 2013–2016 | Puma           | 138.com          |
| 2016–2017 | Dryworld       | 138.com          |
| 2017–2020 | Adidas         | FxPro            |
| 2020–     | Kelme          | FxPro            |

## Rivalidad

### Beds–Herts Derby
Los aficionados del Watford mantienen una rivalidad con los del Luton Town. Los dos equipos se enfrentaron con regularidad en la Southern League entre 1900 y 1920, y siguieron haciéndolo en la Football League hasta 1937, cuando el Luton consiguió el ascenso desde la Tercera División Sur. El Luton permaneció en una división superior a la del Watford hasta 1963.
A lo largo de las décadas de 1960 y 1970, el Watford y el Luton se enfrentaron esporádicamente. A pesar de ello, la rivalidad creció en importancia, sobre todo después de un partido malhumorado entre ambos equipos en 1969, en el que tres jugadores fueron expulsados. Ambos equipos consiguieron el ascenso a la Primera División en la temporada 1981-82, y el Luton se proclamó campeón por delante del Watford. También descendieron juntos de la nueva División 1 en 1995-96, con el Watford terminando en el puesto 23 por delante del último clasificado, el Luton. El ascenso del Watford desde la segunda división en 1997-98 hizo que ambos equipos no volvieran a enfrentarse hasta que el Luton consiguió el ascenso a la Championship en la temporada 2005-06. El único encuentro entre esas temporadas -una eliminatoria de la Copa de la Liga en la temporada 2002-03- se vio empañado por la violencia dentro de Vicarage Road.
El 2 de enero de 2006, el Watford se impuso por 2-1 en Kenilworth Road en la Championship, seguido de un empate 1-1 entre ambos equipos, el 9 de abril de 2006, punto que aseguró el pase del Watford a las eliminatorias de la Championship de 2006, de las que finalmente obtuvo el ascenso a la Premier League por segunda vez, al vencer al Leeds United por 3-0 en el Millennium Stadium de Cardiff.
A lo largo de catorce temporadas, el Watford ha jugado en una división superior a la del Luton entre 2006-07 y la temporada 2019-20, y el Luton abandonó la liga de fútbol durante seis temporadas entre 2009-10 y 2014-15.
La rivalidad entre ambos clubes se reanudó en la temporada 2020-21. El 26 de septiembre de 2020, el Watford ganó el primer partido de liga de la temporada entre ambos clubes por 1-0 en Vicarage Road. El 17 de abril de 2021, en el partido de vuelta en Kenilworth Road, el Luton ganó por 1-0, por lo que el botín de la temporada fue compartido. Con el ascenso del Watford de nuevo a la Premier League para la temporada 2021-22, la rivalidad no comenzó ese año; aunque está previsto que se reanude para la temporada 2022-23 tras el descenso inmediato del Watford de la Premier League, mientras que el Luton permaneció en la Championship.
El historial de enfrentamientos entre los clubes, en las competiciones que existen actualmente, es de 54 victorias del Luton, 37 del Watford y 29 empates. El Watford ha seguido siendo el equipo mejor clasificado al final de cada temporada desde 1997 (y durante 28 de las últimas 29 temporadas, ya que sólo en 1996-97 el Luton terminó más alto en la liga que el Watford), mientras que el Luton lleva muchos más años en una liga superior a lo largo de la historia de ambos equipos.
| Victorias Watford    | 37  |
| Empates              | 29  |
| Victorias Luton Town | 54  |
| Total                | 118 |

## Estadio

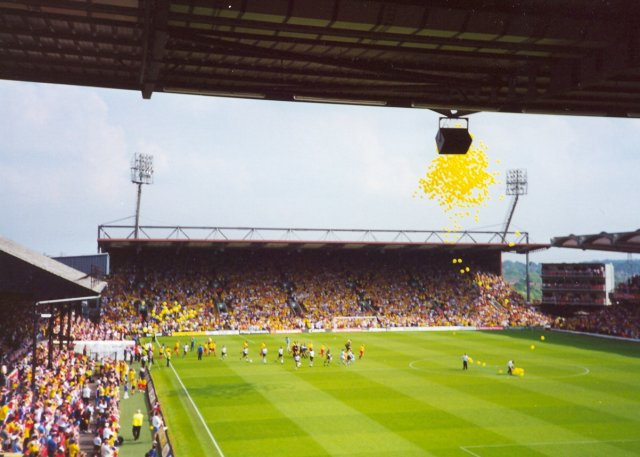
Watford vs Coventry en Vicarage Road, Watford, Hertfordshire, Reino Unido.

Watford Rovers jugó en varios terrenos a finales del siglo XIX, incluyendo Cassiobury Park , Vicarage Meadow y Market Street, Watford. En 1890, el equipo se mudó a un sitio en Cassio Road, y permaneció allí durante 32 años, antes de trasladarse al estadio actual de Watford en Vicarage Road. El nuevo estadio fue inicialmente propiedad de Benskins Brewery; el club alquiló el terreno hasta el 2001, cuando compró la propiedad absoluta. Sin embargo, la situación financiera del club empeoró después de la compra, y en 2002 Watford vendió el terreno por £ 6 millones en un acuerdo que le dio a Watford la posibilidad de comprar el estadio por £ 7 millones en el futuro. Watford tomó esta opción en 2004 con una campaña respaldada y financiada por los fanáticos llamados "Vayamos a comprar al Vic".
Vicarage Road es un terreno de cuatro lados con una capacidad de 21,977. El East Stand, parte del cual fue construido en 1922, se cerró al público en general en 2008 por razones de salud y seguridad, aunque todavía albergaba los vestuarios y el área de prensa de la jornada. En noviembre de 2013, el East Stand fue demolido y en su lugar se construyó un nuevo stand de 3500 asientos con estructura de acero. El stand se abrió completamente en el Boxing Day 2014 y fue nombrado The Elton John Stand por el presidente del club. El soporte de Graham Taylor (anteriormente, Rous Stand), construido en 1986, tiene dos niveles y se extiende a lo largo del campo, con la sección superior que contiene la hospitalidad corporativa del club. En cualquiera de los extremos del campo, The Vicarage Stand se divide entre la sección de la familia del club y los partidarios visitantes, mientras que el Rookery Stand es solo para los partidarios locales. Ambos stands fueron construidos en la década de 1990, financiados por las ganancias de las ventas de jugadores. En el verano de 2015, The Elton John Stand se renovó para acomodar 700 asientos adicionales. Este número fue revisado un día después a alrededor de 1,000 asientos adicionales luego del anuncio de una expansión en la esquina noreste.
Entre 1997 y principios de 2013, Watford compartida Vicarage Road con la unión de rugby secundarios Saracens coincide con el estadio ha recibido para la Inglaterra U-21, y el fútbol internacional de alto nivel entre los equipos en el extranjero. Elton John también usó Vicarage Road como lugar de celebración de conciertos: jugó por primera vez en el estadio en 1974 y regresó en 2005 y 2010 para organizar conciertos para recaudar fondos para el club. Los eventos anteriores incluyen espectáculos de caballos y carruajes y carreras de galgos.
El Watford Training Ground se encuentra en el Estadio Shenley Sports de la University College London Union (UCLU) en St Albans, Hertfordshire.

## Palmarés

### Torneos nacionales (4)
| Torneo                         | Campeonatos      | Subcampeonatos    |
| ------------------------------ | ---------------- | ----------------- |
| Primera División (0/1)         |                  | 1982-83.          |
| Segunda División (0/2)         |                  | 2014-15, 2020-21. |
| Tercera División (2/0)         | 1968-69, 1997-98 | 1978-79.          |
| Cuarta División (1/0)          | 1977-78.         |                   |
| Southern Football League (1/1) | 1914–15.         | 1919–20.          |
| FA Cup (0/2)                   |                  | 1983–84, 2018-19. |

Nota: en negrita competiciones vigentes en la actualidad.